# Electric Warrior
Electric Warrior är ett musikalbum av T. Rex, släppt 1971. Albumet brukar ofta ses som det som populariserade glamrocken. Musiken är väldigt catchig och refererar till klassisk rock and roll. Albumet bröt med gruppens tidigare skivor där musiken bestått av psykedelia och folkrock. "Get It On" blev en av gruppens framgångsrikaste låtar. I USA ändrades titeln till "Bang a Gong (Get It On)".
Skivomslaget designades av Hipgnosis.

## Låtlista
Alla låtar skrivna av Marc Bolan.
1. "Mambo Sun" - 3:38
2. "Cosmic Dancer" - 4:26
3. "Jeepster" - 4:10
4. "Monolith" - 3:45
5. "Lean Woman Blues" - 3:01
6. "Get It On" (Känd i USA som Bang a Gong) - 4:24
7. "Planet Queen" - 3:11
8. "Girl" - 2:29
9. "The Motivator" - 3:57
10. "Life's a Gas" - 2:23
11. "Rip Off" - 3:38

## Listplaceringar
| Lista (1971-1972) | Position            |
| ----------------- | ------------------- |
| Finland           | 4                   |
| Kanada            | 25 (RPM)            |
| Norge             | 12 (VG-lista)       |
| Storbritannien    | 1 (UK Albums Chart) |
| Sverige           | 18 (Kvällstoppen)   |
| USA               | 32 (Billboard 200)  |
| Västtyskland      | 14                  |